# Chester Stairs Duffus
Chester Stairs Duffus, kanadski letalski častnik, vojaški pilot in letalski as, * 1. marec 1891, Halifax, Nova Scotia.
Major Duffus je v svoji vojaški službi dosegel 5 zračnih zmag.

## Življenjepis
Med prvo svetovno vojno je bil od leta 1915 pripadnik Kraljevega letalskega korpusa.
Sprva je služil v 22. eskadronu, kjer je kot pilot Bristol F.E.2b dosegel vseh pet zmag. Pozneje je postal poveljnik 25. eskadrona.

## Odlikovanja
- Military Cross (MC)